# Semiothisa polioteta
Semiothisa polioteta là một loài bướm đêm trong họ Geometridae.